# Averostra
Averostra — група прогресивних тероподних динозаврів, від яких походять птахи. Група включає останнього спільного предка Ceratosaurus nasicornis та Allosaurus fragilis та всіх його нащадків. Представники клади характеризуються наявністю додаткового отвору у верхній щелепі, що називається fenestra promaxillaris.